# أراماك كوينزلاند
مدينة أراماك كوينزلاند هي مدينة صغيرة في منطقة باراسلادين كوينزلاند، أستراليا. حيث تقع على بعد 68 كم (42 ميل)شمالاً من باراسلادين و1.280 كم (800ميل)من عاصمة ولاية بريزبان براً
يبلغ عدد سكان مدينة أراماك في تعداد عام 2006 حوالي 341 نسمة.
المهنة السائدة في المدينة: هي الرعي ويتم تزويد المدينة بالمياه عن طريق ثقبين متصلين بحوض أرتزيان العظيم

## التاريخ
إكتشف مدينة أراماك وليم لاند سبورو في عام 1859م.
في عام 1850م سافر الرعاة ورئيس وزراء كوينزلاند روبرت رامزي ماكينزي عبر المنطقة ورسم على شجرة نقش R Rماك والتي تحولت لاحقاً إلى
اسم المدينة أراماك
سميت المدينة في الأصل باسم مارثون وتم تغيير الاسم إلى المحطة المحيطة عندما مسحت في عام 1875م. وكانت هناك مجزرة أدت لقتل 25 من السكان الأصليين المحليين في ممر ميلمان الضيق.
في البداية كانت المدينة نائية جداً ولكن أصبح الوصول إليها أسهل بعد خط السكك الحديدية المار خلال باركالدين إلى الجنوب ناقلاً البضائع للتجارة. بنى المجلس المحلي خط الترام من باركالدين والذي افتتح في 2يوليو 1963م والذي عمل حتى 31 ديسمبر 1975
وقد احتل متحف الترام الذي افتتح عام 1994 حظائر البضائع القديمة
سرق هنرى هارى ريدفورد والمعروف باسم كابتن النجوم الثور الأبيض (مجسم)استولى على ماشية من ممتلكات تسمى باون دونز وقد تم دفع قطيع الماشية برا إلى جنوب أستراليا حيث تم ضبط بعض اللصوص.
وفي عام 1867 افتتح موظف في محطة أراماك يدعى جون وليام كينغستون مخزن لحاء (يستخدم لبناء الأكواخ) في نقطة نائية في أراماك اليونانية والذي اتسع بعد عامين ليشمل فندق بازار كينغستون.
واعلنت مستوطنة كينغستون كموقع مدينة في 1869ومسحت كمدينة في 1875 وكانت مستوطنة المدينة أول مدينة بالمنطقة والتي استوطنها جون كينغستون ومركز تقسيم الحكومة المحلية الأولى. تم افتتاح مكتب بريد أراماك في 1 مارس عام 1878 ومستشفى في عام 1879.

## أعلام
- روب ميتشيل